# Epicyrtica lathrida
Epicyrtica lathrida är en fjärilsart som beskrevs av Turner 1908. Epicyrtica lathrida ingår i släktet Epicyrtica och familjen nattflyn. Inga underarter finns listade i Catalogue of Life.